# OpenStreetMap
OpenStreetMap (OSM) (engelsk for åbent vejkort) er et kollaborativt projekt, der har til formål at producere et frit redigerbart kort over verden. OSM's oprindelse og vækst har været motiveret af begrænsninger på anvendelsen eller tilgængeligheden af kort-information over store dele af verden tillige med fremkomsten af billige bærbare satellit navigationsapparater. OSM anses for at være et prominent eksempel på Volunteered geographic information (en)
Projektet fungerer efter lignende princip (wiki-princippet) som Wikipedia, nemlig ved at enhver der ønsker det, kan oprette en brugerkonto og umiddelbart begynde at bidrage, og at de producerede data står til rådighed under Open Database License (en) (ODbL). for enhver der måtte ønske dem, alene på betingelse af at man krediterer projektets bidragsydere (der i fællesskab har copyright) på passende måde.
Tanken er at nye og innovative løsninger vil opstå når kreative sjæle får adgang til det rå kortmateriale, som ikke er frit tilgængeligt fra de nuværende leverandører til navigationssystemer og kort services (som f.eks. Navteq og TeleAtlas).

## Dataindsamling
OpenStreetMaps grundlæggende data består af sæt af længde/bredde-gradspunkter samlet i spor. Bidragyderen har oftest produceret dette spor ved at bevæge sig langs den færdselsåre der ønskes dokumenteret med en GPS-modtager, der løbende har gemt sin position.
Efterfølgende importeres datasporet i OSM-projektets database, og anvendes som udgangspunkt for efterbearbejdningen, som indbefatter definition af knudepunkter, linjestykker og veje med specifikke attributter (navn, kategori, bredde, hastighedsbegrænsing etc.) der udgør det egentlige kortmateriale.
Der findes i dag værktøjer, der kan producere PDF-kort, detaljerede SVG-kort, samt offline- og online-bearbejdningsværktøjer.

## Afledte kort
Eftersom at OpenStreetMap benytter åbne licenser, sikrer det også at der kan opstå afledte fremstillinger af OpenStreetMap. 
Danske stednavne
For danske brugere, der fx ønsker et verdenskort hvor sted- og landenavne er angivet på dansk, er kortet OSMap.dk velegnet. OSMap har en lang række sprogversioner.

## Aktivitet
OpenStreetMap er drevet af et fællesskab af frivillige såvel som professionelle, der bidrager, overvåger og sikrer data. Et tidligt eksempel på at visualisere denne sværm af databidrag kan ses i filmen OSM 2008.  Et værktøj som show me the way vil på samme måde kunne give et indtryk af hvor og hvad der bidrages med i nuet.

## Fodnoter
1. ↑  "FAQ - OpenStreetMap".
2. ↑  RWeait (12. september 2012). "OpenStreetMap data license is ODbL v1.0". OSM Foundation. Hentet 5. november 2012.
3. ↑  Dansk version af OpenStreetMap på https://www.osmap.dk/#4/55.38/10.99
4. ↑  osMaps sprogversioner https://wiki.openstreetmap.org/wiki/OsMap
5. ↑  Film OSM 2008 cc-by-sa ItoWorld https://vimeo.com/2598878
6. ↑  Show me the way https://osmlab.github.io/show-me-the-way/